# Magyar Labdarúgó-szövetség
A Magyar Labdarúgó-szövetség (rövidítve: MLSZ) Magyarországon működő, labdarúgással foglalkozó sportszervezet, amely a sportágban sporttevékenységet folytató jogi és természetes személyek tevékenységét összehangoló, munkájukat segítő, a sportágat önkormányzatiság elvén irányító, kiemelkedően közhasznú szervezetként működő sportági országos szakszövetség.

## A magyar labdarúgás első száz éve
A magyar labdarúgás első irodalmi emlékeit 1879-től őrizzük. 1882-ben a pesti református főgimnáziumban már szabadtéri játszó társaság alakult, mely iránt néhány esztendő múlva több nagyvárosunk is élénk érdeklődést mutatott.
A BBTE-ben 1893-tól rendszeresen hódoltak az új játéknak, két esztendő múltán már több híradás jelent meg a futballjátékról. 1897. május 9-én, nyilvánosan is bemutatkozott a BTC két csapata, egy év múlva megmérkőztek a Műegyetem együttesével is. 1899. május 3-án, megalakult a Ferencvárosi Torna Club.
A századfordulóig 56 nemzetközi, 63 fővárosi és 20 vidéki mérkőzést rendeztek együtteseink. És utána...
1901. január 19-én megalakult a Magyar Labdarúgók Szövetsége. Február 17-én a BTC és a BSC csapatai – kizárólag fővárosi csapatok – játszották az első elsőosztályú bajnoki mérkőzést.
1902. október 12-én Bécsben rendezték Ausztria-Magyarország – mindkét ország – első hivatalos válogatott mérkőzését.
1907-ben a FIFA elismerte a szövetség önállóságát és felvette Magyarországot tagjai sorába.
1909-ben Budapesten rendezték a FIFA kongresszusát. A Margitszigeti Ezüstlabda, ötszöri elnyerése után végleg a Ferencváros birtokába került.
Az 1909-10-ben először kiírt Magyar Kupát az MTK nyerte.
1911-ben avatták fel az FTC 26 ezer férőhelyes új stadionját, egy év múlva a 20 ezres MTK-létesítményt nyitották meg.
1912-ben Stockholmban először szerepeltek játékosaink a nyári olimpiai játékokon. A magyar csapat a díszes vigaszdíjat nyerte el. Ez évben a fővárosi együttesek száma 71, a vidékieké 109 volt.
1917-ben megalakult a Magyar Futballbírák Testülete.
1919-ben véget ért a hadibajnokság, majd lassan rendeződtek a nemzetközi kapcsolatok is.
A Magyar Tréner Kollégiumot 1925-ben kezdték szervezni. A labdarúgás legerősebb nemzeti sportunkká fejlődött.
1926-ban megalakult a PLASZ, a profi labdarúgás irányító szerve.
1927-ben a magyar Fischer Mór lett a FIFA alelnöke.
1929-ben a Ferencváros 3:2-re, otthonában győzte le a kétszeres olimpiai bajnok Uruguay válogatottját.
1930-ban Budapest adott otthont a FIFA kongresszusának.
1935-ben az MLSZ megszüntette a profi-, és létrehozta a Nemzeti Bajnokságot. Első helyen végzett labdarúgócsapatunk a Főiskolai Világbajnokságon.
1937-ben és 1939-ben a Közép-európai Kupában is sikerült győznünk.
Franciaországban az 1938-as labdarúgó-világbajnokság döntőjében válogatottunk ezüstérmes lett, Olaszország-Magyarország 4:2.
1944 háborús légkörében a sport minden nemzetközi kapcsolata megszűnt.
Az 1946-47-es évben az MLSZ felújította a Nemzeti Bajnokságot.
1951 és 1953 között  a Budapesti Honvéd 47 meccsen nem talált legyőzőre. Ez a leghosszabb bajnoki veretlenségi sorozat az NB1 történetében.
Az 1952-es helsinki olimpián a magyar válogatott aranyérmes lett. Legjobbjaink megnyerték az 1948 és 1953 között lebonyolított Európa Kupát.
1953-ban Belgiumban első helyen végzett ifjúsági csapatunk az UEFA-tornán. Augusztus 20-án százezer néző jelenlétében adták át a Népstadiont.
1953. november 25-én Londonban a magyar válogatott 6:3 arányban legyőzte tanítómesterét, a kontinentális csapattól 90 éve otthon veretlen Angliát. A világ legjobb csapata, a magyar labdarúgó-válogatott az 1954-es svájci világbajnokságon ismét "csak" ezüstérmes lett. Németország-Magyarország 3:2. Az UEFA Sebes Gusztávot alelnökévé választotta.
1955-ben és 1956-ban Magyarország csoportgyőztes lett (döntőt nem rendeztek) az UEFA nemzetközi ifjúsági tornáján.
1955-ben a Népstadionban játszották a 100. magyar-osztrák mérkőzést. Válogatottunk a világranglistán 91%-kal ismét az első helyet foglalta el.
Az 1958-as svédországi világbajnokságon labdarúgó-válogatottunk a negyeddöntőig jutott.
1960-ban Ausztriában ifjúsági válogatottunk nyerte az UEFA-tornát. A római olimpián felnőtt együttesünk a harmadik helyen végzett. A France Football Aranylabda szavazásán Puskás Ferenc második lett.

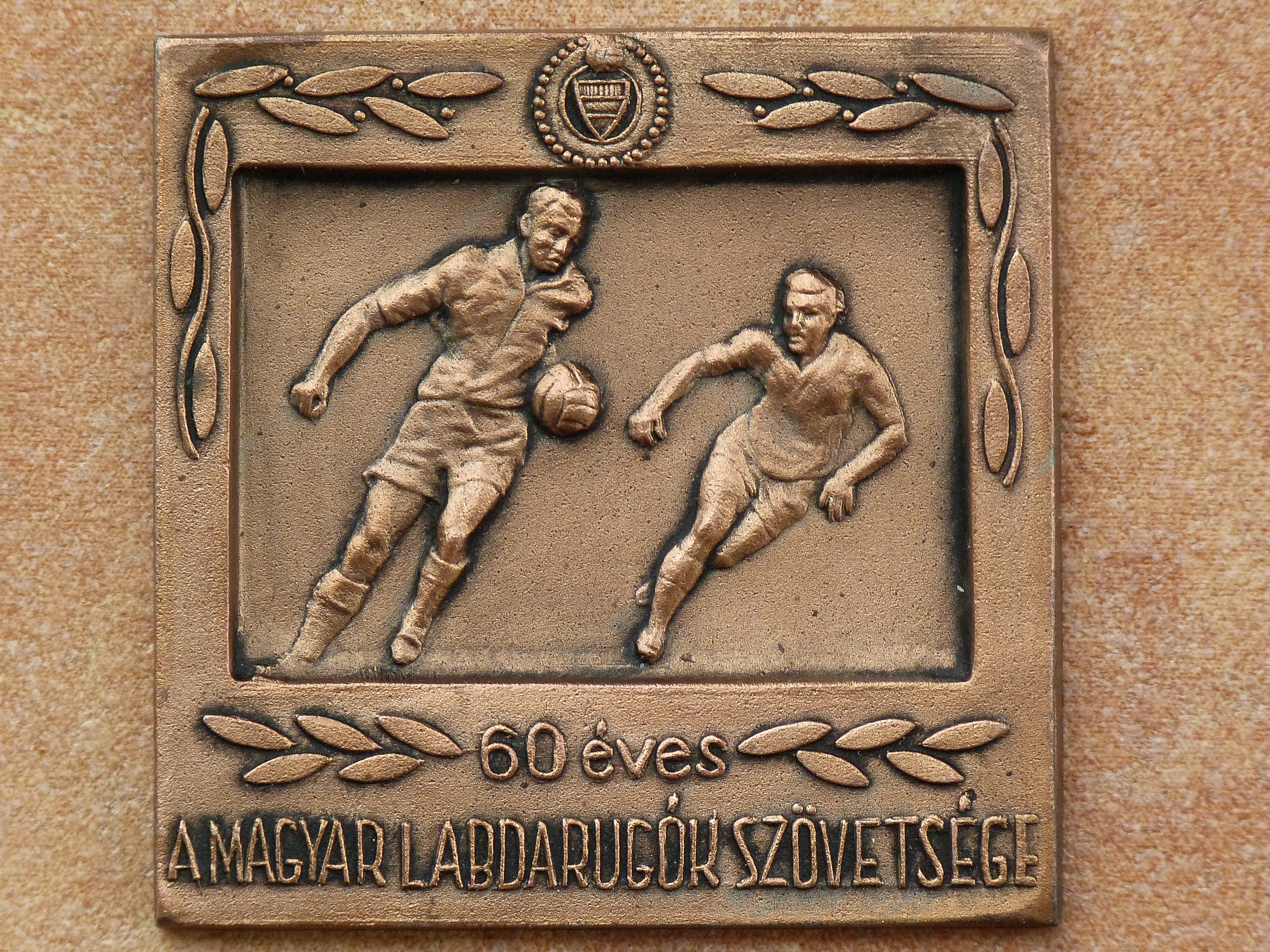
60 éves a Magyar Labdarúgók Szövetsége

1962-ben Uruguay ellen Bozsik József 100. válogatottságát ünnepelte. A chilei labdarúgó-világbajnokságon a magyar csapat az 5. helyen végzett.
1964-ben a Kupagyőztesek Európa-Kupájában a döntőben maradt alul az MTK a Sporting ellen (3:3 és 0:1 arányban).
1964-ben Tokióban aranyérmet nyert a magyar olimpiai válogatott. A spanyolországi Európa-bajnokságon a magyar válogatott bronzérmes lett. Az európai ranglistán is a harmadik helyen végzett a magyar csapat. Az UEFA-Kupa elődjét, a Vásárvárosok Kupáját 1965-ben 1:0-s győzelemmel a Ferencváros nyerte a Juventus előtt.
1965-ben az európai nemzetek rangsorában Magyarország a második lett.
Az 1966-os angliai világbajnokságon a magyar válogatott a negyeddöntőben búcsúzott a legjobbaktól.
1967-ben Albert Flóriáné lett az európai Aranylabda, Bobby Charlton és James Johnstone előtt.
1968-ban a Ferencváros ismét döntőt játszott a Vásárvárosok Kupájáért, de a trófeát 1:0 arányban a Leeds United nyerte el. A magyar olimpiai válogatott Mexikóvárosban megvédte ötkarikás elsőségét. A FIFA világválogatott keretébe négy magyar játékost hívtak meg. Az európai labdarúgó bajnokságok legjobb góllövői részére kiírt Ezüstcipő Dunai II Antal vitrinjébe került, 36 góljáért.
1969-ben a Vásárvárosok Kupája döntőjében az Újpesti Dózsa kettős vereséget szenvedett (0:3 és 2:3) a Newcastle United csapatától. Dunai Antal 31 góljával az európai Bronzcipőt nyerte el.
1972-ben a müncheni olimpián a magyar válogatott ezüstérmet nyert.
1974-ben aranyérmes lett csapatunk az Utánpótlás Európa-bajnokságon.
1975-ben a Kupagyőztesek Európa-Kupájában a Ferencváros 3-0-s vereséget szenvedett a Dinamo Kijev csapatától.
1976-ban ifjúsági válogatottunk az UEFA-torna, junior válogatottunk az utánpótlás Eb döntőjében ezüstérmes lett.
1977-ben Várady Béla vehette át az európai góllövők Ezüstcipőjét.
1978-ban válogatottunk az argentínai labdarúgó-világbajnokság csoportküzdelmei után pont nélkül maradt és kiesett.
1979-ben az európai góllövők díjkiosztó ünnepségén Fekete László vehette át az Ezüstcipőt, majd 1980-ban Fazekas László, illetve 1981-ben Nyilasi Tibor. Palotai Károly kiválóan vezette a Real Madrid-Liverpool BEK-döntőt.
1982-ben a spanyolországi világbajnokság csoportküzdelmeiben nyújtott egy győzelem és egy döntetlen a továbbjutáshoz kevésnek bizonyult.
1984-ben Moszkvában a magyar válogatott tizenegyesekkel nyerte az Ifjúsági Európa-bajnokságot a Szovjetunió előtt.
1985-ben az UEFA-Kupa döntőjében a Videoton a hazai 3-0-s veresége után a Real Madrid otthonában 1-0-ra nyert és ezüstérmes lett. Első hivatalos válogatott mérkőzésén 1-0-ra nyert a magyar női labdarúgó-válogatott az NSZK legjobbjai ellen. Ez évben a magyar válogatott a második lett az európai ranglistán.
1986-ban a mexikói világbajnokságon a magyar válogatott nem jutott tovább a csoportmérkőzések után. Első hivatalos mérkőzésén 8-3-ra nyer a magyar teremlabdarúgó-válogatott.
Az 1987-88-as idényben Détári Lajos volt a legjobb külföldön szereplő játékos, aki az Európa-válogatottban is helyet kapott.
Az IFFHS nemzetközi szervezet az 1994-es vb-döntő bíráját, a magyar Puhl Sándort választotta a világ legjobb játékvezetőjének. Minden idők legjobb góllövője a 85-szörös válogatott Puskás Ferenc lett, aki 1943 és 1966 között a magyar és a spanyol bajnokságban 529-szer volt eredményes.
1995-96-ban a Ferencváros részt vett a Bajnokok Ligája csoportmérkőzésein. Magyarország olimpiai válogatottja szerepelt az 1996-os atlantai játékok tizenhatos döntőjében.
Puhl Sándor 1995-ben, 1996-ban és 1997-ben is megőrizte vezető helyét a játékvezetők rangsorában.
2001. január 19-én megalakulásának 100. évfordulóját ünnepelte a Magyar Labdarúgó-szövetség. Az első évszázad 747 válogatott mérkőzésén 368 győzelem, 166 döntetlen és 213 vereség született (72 ország együttese ellen), melyen 838 játékos lépett pályára.

## Az első bajnokság
Az MLSZ 1901. január 19-én megtartott alakuló közgyűlésén megválasztott tanács február 4-én már be is osztotta a bajnokságra jelentkező egyesületeket – eddigi hazai barátságos és nemzetközi eredményeik alapján – két osztályba.
- I. osztály:
  - BTC (Budapesti Torna Club)
  - MFC (Műegyetemi Football Club, a későbbi MAFC)
  - MUE (Magyar Úszó Egyesület)
  - FTC (Ferencvárosi Torna Club)
  - BSC (Budapesti Sport Club)
- II. osztály:
  - 33 FC
  - MAC
  - BEAC
  - BAK
  - RSPT (Rákosszentmihályi SPT)
  - MFC
  - Ganz-Wagongyári TLT
  - UFC (Ez hamarosan egyesült egy másik újpesti kisegyesülettel és együtt beolvadtak a már 1885-ben megalakult tekintélyes tornázó és vívó egyesületbe, az ÚTE-ba).

## Korábbi elnökségek
I. Jász Géza (1901–1902)
- Főtitkár: Horváth Ferenc (1901–1903)

II. Rákosi Viktor (1902)
- Főtitkár: Horváth Ferenc

III. Banovits Kajetán (1903–1906)
- Főtitkár: Gillemot Ferenc (1904)
- Főtitkár: Németh Andor (1904–1906)

IV. Kárpáti Béla (1907–1909)
- Főtitkár: Maleczki Román (1906–1908)

V. Szacelláry György (1909–1916)
- Főtitkár: Steiner Hugó (1909)
- Főtitkár: Oprée Rezső (1910)
- Főtitkár: Steiner Hugó (1911–1912)
- Főtitkár: Csányi József dr. (1913)

VI. Pallavicini György őrgróf (1916)
- Főtitkár: Tibor Lajos (1914–1918)

VII. Füzesséry Zoltán dr. (1917–1919)
- Főtitkár: Tibor Lajos

VIII. Oprée Rezső (1919–1922)
- Főtitkár:Neuwelt Emil (1919–1920)
- Főtitkár: Tibor Lajos (1921–1922)

IX. Friedrich István (1922–1923)
- Főtitkár: Kenyeres Árpád (1923–1939)

X. Shvoy Kálmán dr. (1924)
- Főtitkár: Kenyeres Árpád

XI. Dr. Csányi József és Tibor Lajos (1925)
- Főtitkár: Kenyeres Árpád

XII. Dréhr Imre (1925–1930)
- Főtitkár: Kenyeres Árpád
- Fischer Mór (1927–1936)

XIII. Kray István báró (1930–1932)
- Főtitkár: Kenyeres Árpád

XIV. Usetty Béla dr. (1932–1939)
- Főtitkár: Kenyeres Árpád

XV. Gidófalvy Pál dr. (1939–1944)
- Főtitkár: Gálffy Endre (1940–1943)
- Főtitkár: Ipolyvölgyi Ferenc (1944)

XVI. Becskó József (1945–1947)
- Főtitkár: Kenyeres Árpád (1945–1947)

XVII. Ries István dr. (1947–1950)
- Főtitkár: Füredi József (1948–1949)

XVIII. Barcs Sándor (1950–1963)
- Főtitkár: Krajcsovics István (1950–1951)
- Főtitkár: Honti György (1957–1968)

XIX. Hegyi Gyula (1964–1970)
- Főtitkár: Honti György
- Főtitkár: Börzsei János (1968–1972)

XX. Terpitkó András dr. (1970–1973)
- Főtitkár: Börzsei János
- Főtitkár: Petri Sándor (1972–1973)

XXI. Kutas István (1974–1978)
- Főtitkár: Krizsán József (1973–1982)

XXII. Szepesi György (1979–1986)
- Főtitkár: Krizsán József, Páncsics Miklós dr. (1982–1987)
- Elnökhelyettes: Zalka András – (a Testnevelési Főiskola rektora), Nyitrai Lajos (honvéd vezérőrnagy )

XXIII. Somogyi Jenő (1986–1988)
- Főtitkár: Páncsics Miklós
- Főtitkár: Török Péter (1987–1989)

XXIV. Tisza László dr., Vadászi Tibor, Varga Miklós dr. (1988–1989)
XXV. Laczkó Mihály dr. (1989–1994)
- Főtitkár: Berzi Sándor (1990–1996)

XXVI. Benkő László (1994–1996)
- Főtitkár: Berzi Sándor (1990–1996)

XXVII. Laczkó Mihály dr. (1996–1998)
- Főtitkár: Czékus Lajos (1996–1998)

XXIX. Kovács Attila (1998–1999)
- Főtitkár: Berzi Sándor (1998–2006)

XXX. Bozóky Imre dr. (1999–2006)
- Főtitkár: Berzi Sándor

XXXI. Kisteleki István (2006–2010)
XXXII. Csányi Sándor (2010–)
- Főtitkár: dr. Vági Márton

## Galéria

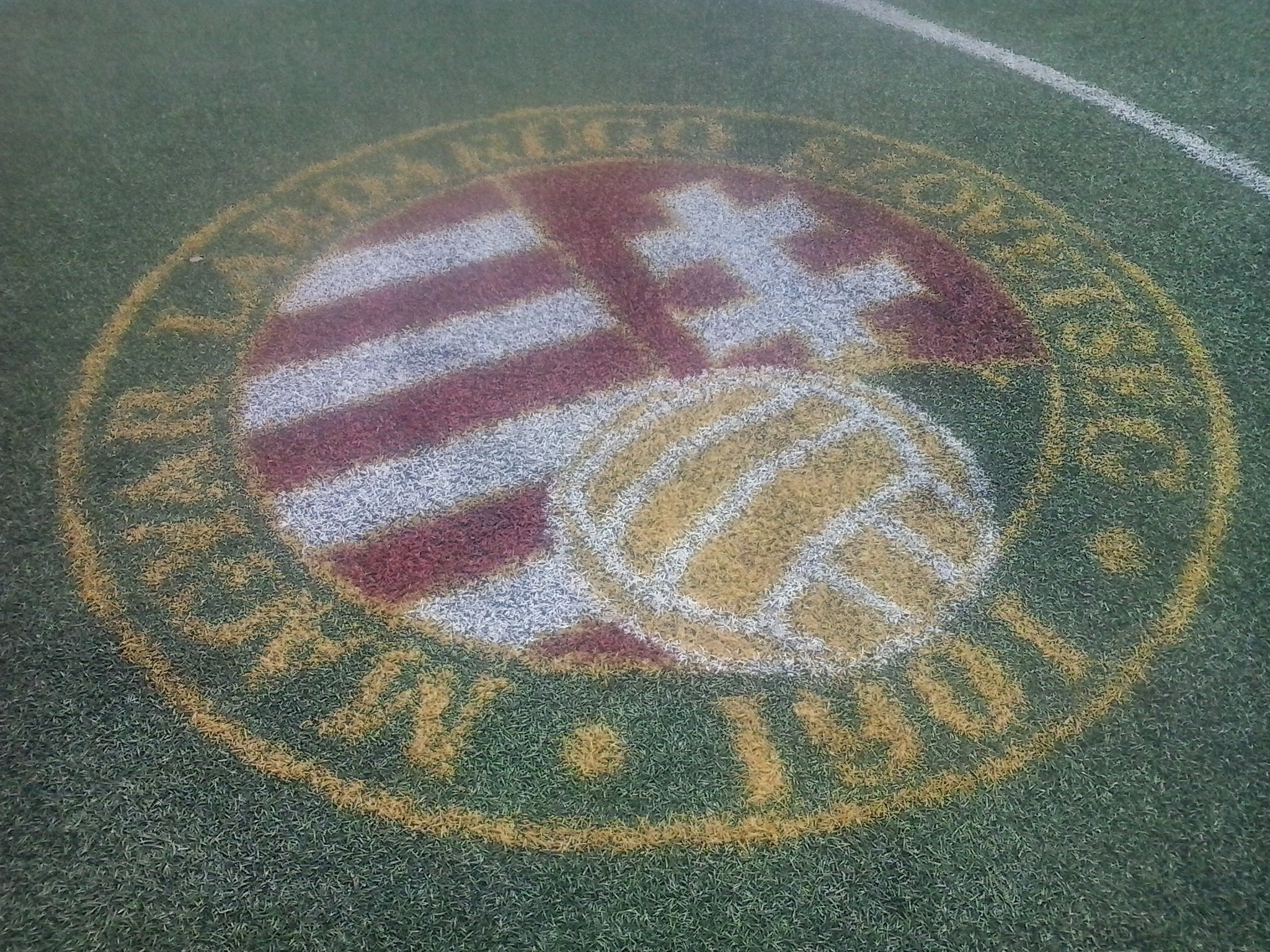
Magyar labdarúgó-szövetség címere egy pályán